# Expo 1913
L'Esposizione universale di Gand del 1913 fu una esposizione universale tenutasi a Gand dal 26 aprile al 3 novembre.
Un certo numero di edifici sono stati completati per l'occasione. In particolare, la stazione ferroviaria di Gent-Sint-Pieters fu completata nel 1912 in tempo per l'esposizione, ed era situata di fronte al nuovo hotel, Flandria Palace. Anche il parco, Citadelpark, è stato ridisegnato per la fiera. L'esposizione si è svolta su un'area di 130 ettari (320 acri), più grande dell'Expo 58 di Bruxelles.
Durante la fiera si è tenuta una conferenza internazionale sull'urbanistica organizzata da Paul Saintenoy, Emile Vinck e Paul Otlet.
Il primo servizio di affrancatura aerea del Belgio è stato operato dal 1 maggio al 25 agosto da Henri Crombez durante l'esposizione.